# Kreuzkirche (Auggen)

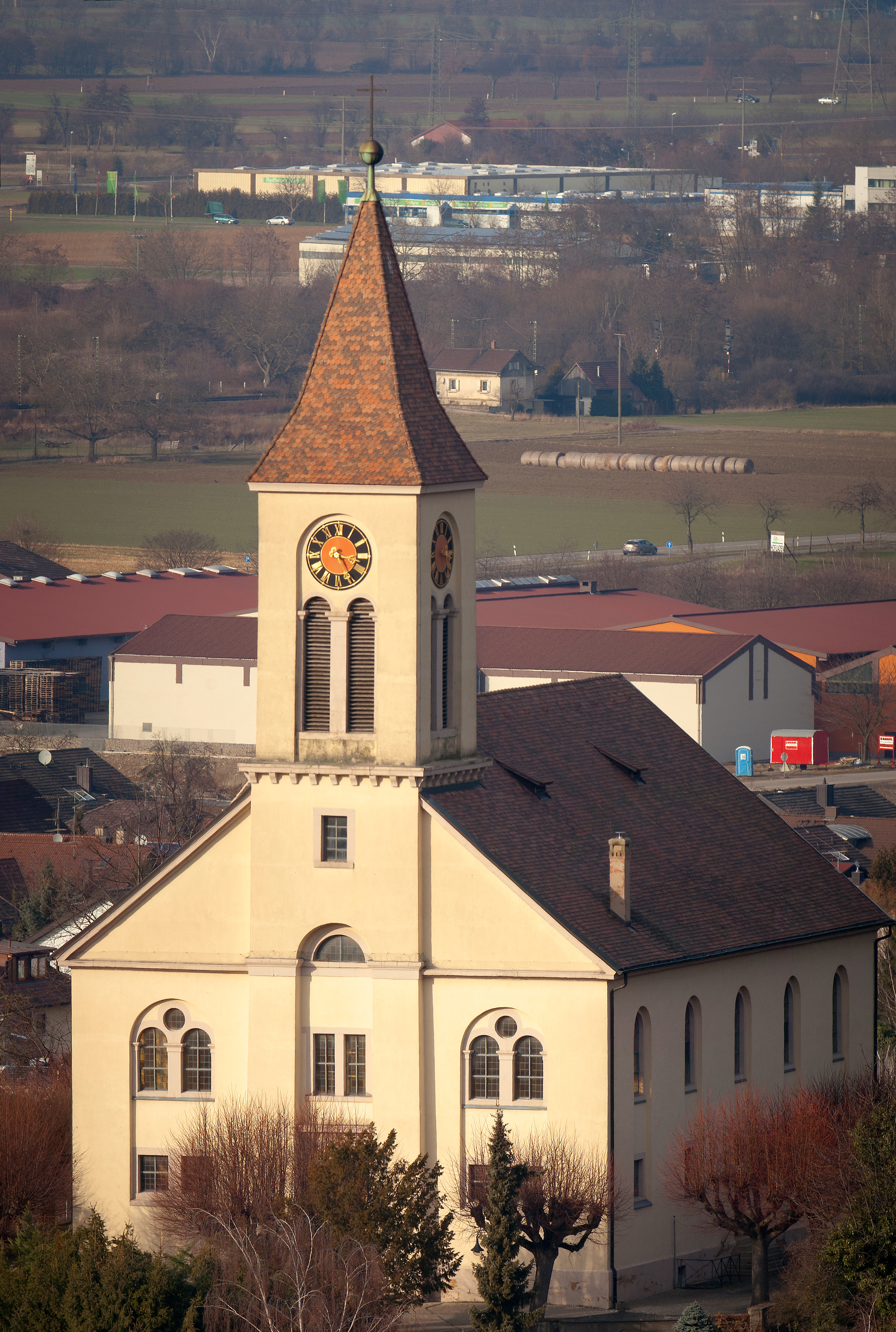
Kreuzkirche in Auggen

Die evangelische Kreuzkirche steht in Auggen, einer Gemeinde im Landkreis Breisgau-Hochschwarzwald in Baden-Württemberg. Die Kirchengemeinde gehört zum Kirchenbezirk Breisgau-Hochschwarzwald der Evangelischen Landeskirche in Baden. Sie ist beim Landesamt für Denkmalpflege Baden-Württemberg als Baudenkmal eingetragen.

## Beschreibung
Die Saalkirche wurde 1832–35 nach einem Entwurf von Carl Friedrich Meerwein im Rundbogenstil erbaut. Sie besteht aus einem rechteckigen Langhaus und einem in das Langhaus eingestellten Fassadenturm im Süden, dessen Portal sich zwischen den die Turmbreite markierenden Pilastern befindet. Die Kirche ist 30 Meter lang und 15 Meter breit und mit einem Satteldach bedeckt. Sie bietet Platz für etwa 500 Personen. Der Turm mit leicht eingeknickter Pyramidenspitze ist knapp 42 Meter hoch.
In den letzten Wochen des Zweiten Weltkriegs kam es zu erheblichen Schäden an der Kirche, weshalb sie aus Gründen der Sicherheit zeitweise nicht betreten werden durfte. Mit der Beseitigung der Schäden wurde die Kirche auch umgestaltet, indem das Innere um 180 Grad gedreht wurde. Wo heute das Chorfenster ist, war ehemals der Eingang und die Kanzel hing gegenüber an der Turmwand. Der Innenraum ist mit einer Kassettendecke überspannt. Das 36 Quadratmeter große Chorfenster wurde 1958 von dem Freiburger Kunstprofessor Edzard Seeger entworfen und stellt stilisiert das Pfingstwunder dar. Am 23. März 1958 weihte Landesbischof Julius Bender die umgestaltete Kirche als „Kreuzkirche“.
Im obersten Geschoss des Kirchturms ist die Turmuhr untergebracht, die auf Zifferblättern nach allen vier Seiten die Zeit anzeigt. Und hinter den als Biforien gestalteten Klangarkaden befindet sich der Glockenstuhl, in dem vier 1949 angeschaffte Kirchenglocken hängen. 
| Glocke | Name             | Gewicht  | Schlagton |
| ------ | ---------------- | -------- | --------- |
| 1      | Gedächtnisglocke | 1300 kg0 | d′        |
| 2      | Betglocke        | 750 kg   | f′        |
| 3      | Trauglocke       | 500 kg   | g′        |
| 4      | Taufglocke       | 350 kg   | a′        |